# قلعة خوينج
قلعة خوينج هي واحدة من القصور التاريخية الأثرية في مدينة العمران، في محافظة الأحساء في المملكة العربية السعودية.

## أهميته
أن أهمية وسبب بناء هذا القصر هو لأن ميناء العقير يرتبط بـ واحة الأحساء بطريق تجاري بري قديم شيدت عليه عدة قلاع وآبار للمياه من أهمها أم الذر وشاطر وبريمان وخوينج وقد شيدت هذه القلاع لحماية القوافل التجارية وتزويدها بالمياه.

## بحيرة الأصفر
قال خالد بن أحمد الفريدة مدير عام الهيئة العامة للسياحة والتراث الوطني المكلف في الأحساء بدراسة تطوير بحيرة الأصفر لتكون ضمن قائمة المنتجعات الطبيعية في السعودية وتعتبر من معالم ألأحساء التاريخية، وأن من معالمها التي اندثرت قصر«خوينج» وآبار «الشنانات».
وأوضح أن عندما شعر الإنسان بأن مياحة البحيرة تغيرت، لجأ إلى حيلة ذكية، فحفر الآبار لأجل فلترة المياه بالجهة الجنوبية من البحيرة للاستفادة منها للشرب أو سقي الدواب، وهي الجهة المعروفة الآن بآبار الشنانات، وعندما كثر مرتادي هذه الآبار والنزاع على مياهها تم إنشاء قصر خوينج لفك النزاعات.